# 322. strelska divizija (ZSSR)
322. strelska divizija (izvirno rusko 322. стрелковая дивизия; kratica 322. SD) je bila strelska divizija Rdeče armade v času druge svetovne vojne.

## Zgodovina
Divizija je bila ustanovljena julija 1941 v Gorkem. 27. januarja 1945 je divizija osvobodila koncentracijsko taborišče Auschwitz.